# Gruppo numerazione ridotta
In telefonia, il sistema gruppo numerazione ridotta (acronimo GNR), è l'assegnazione ad un utente privato (quasi sempre aziende) di un numero composto da una quantità di cifre minore di quello normale (che va dalle 6 alle 11 cifre compreso l'indicativo distrettuale, ex prefisso). Serve all'utente che ne richiede la funzionalità di avere un numero breve al quale essere raggiungibile (esempio: 06.3535) e poter aggiungere delle cifre per poter raggiungere gli interni dell'ufficio collegati al centralino (esempio: 06.35354422 ufficio amministrativo - 06.35354425 ufficio tecnico)
Spesso è abbinato ad un PABX per poter configurare la rete telefonica dell'utente.